# Giarmata
Giarmata là một xã thuộc hạt Timiș, România. Dân số thời điểm năm 2002 là 5414 người.